# Berlin (Russland)
Berlin (russisch Берлин) ist eine russische Siedlung im Troizki rajon der Oblast Tscheljabinsk. Der Ort gehört zur Landgemeinde Nischnesanarskoje und liegt am Südufer des Tschernuschka, ein Nebenfluss des Ui. Tscheljabinsk liegt etwa 125 km nördlich. Im Süden und Osten liegt drei bis vier Kilometer entfernt die Staatsgrenze zu Kasachstan. Daher ist die Umgebung als Grenzgebiet für Fremde gesperrt.

## Name
Der Name der Siedlung stammt von der deutschen Hauptstadt Berlin, die rund 3.300 km Luftlinie und 3.741 Straßenkilometer entfernt ist. Den Namen Berlin teilt sich das Dorf mit 54 Orten weltweit.

## Geschichte
Berlin ist eine von 32 befestigten Siedlungen der „Neuen Linie“. In der Gegend gibt es noch weitere Orte, die an Deutschland beziehungsweise Westeuropa erinnern, z. B. Leipzig (Лейпциг), Kassel (Кассельский) oder Paris (Париж). Diese und noch vierundzwanzig weitere Ortschaften liegen in der Oblast Tscheljabinsk. Sie wurden nach Orten benannt, an denen die Orenburg-Kosaken in der russische Armee kämpften.

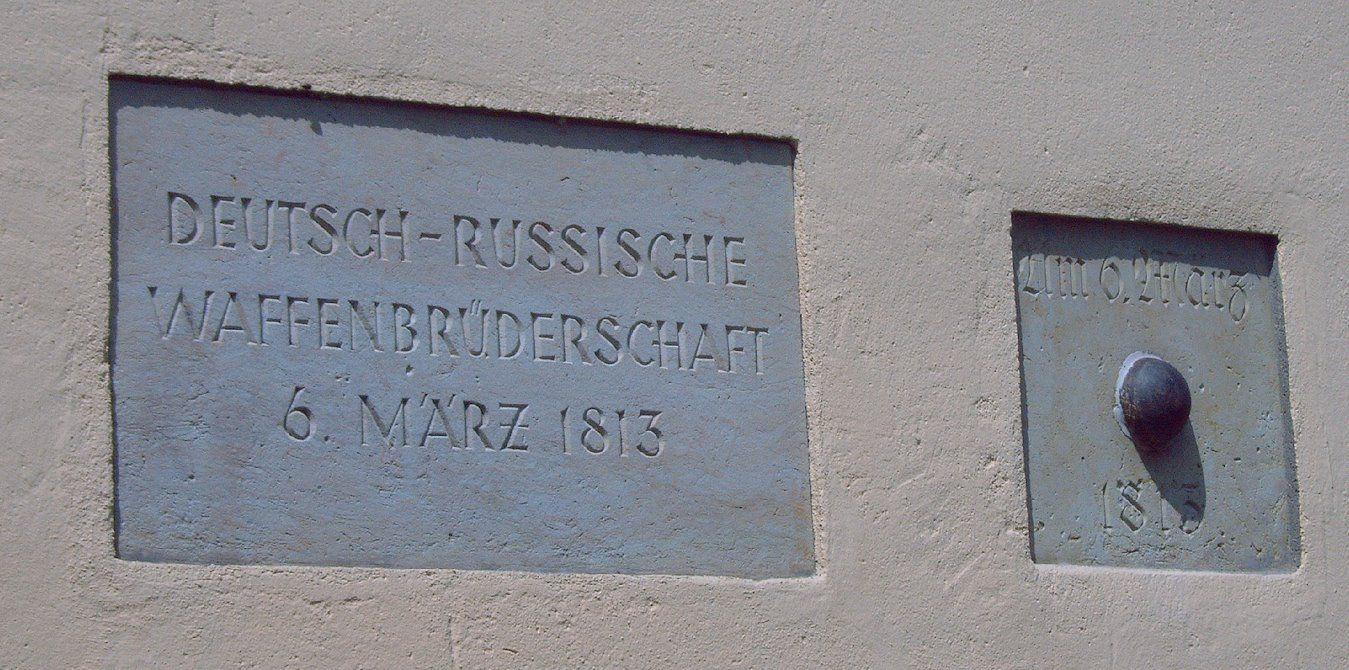
Kugel in der Wand eines Hauses in Beelitz bei Berlin

Der Ortsname erinnert an die russische Besetzung Berlins im Oktober 1760 durch Kosakeneinheiten unter dem sächsisch-russischen General Heinrich von Tottleben und die Befreiung Berlins im Oktober 1813 durch Kosakenregimente von den Truppen Napoleons.

### Gründung
Die Siedler und Namenspatrone dieser Ortschaften waren orthodoxe Orenburg-Kosaken, die 1840 nach dem Krieg in den südlichen Ural durch ein Dekret von Kaiser Nikolaus I. befohlen wurden. Dort sollten sie die südliche Grenze des Russischen Kaiserreichs sichern, hier 1842 als Posten № 32 gegründet. Die Orte waren also Militär- bzw. Grenzposten, Garnisonen und Wehrdörfer. Alle diese Siedlungen haben einen ähnlichen Grundriss mit rechtwinklig angeordneten Straßen.

### UdSSR
Die Grenzsicherung war zwischen den Unionsrepubliken Russische SFSR und Kasachische SSR nicht mehr notwendig. Die Befestigungseinrichtungen verfielen oder wurden abgerissen. Die landwirtschaftlichen Betriebe wurden zu Kolchosen kollektiviert.

### Russische Föderation
Nach dem Zerfall der Sowjetunion 1991 und mit Gründung der Russischen Föderation wurden viele der kollektivierten Betriebe wieder privatisiert, einige aufgegeben.
Die Grenze zu Kasachstan wurde wieder zur Außengrenze und entsprechend gesichert. Die Anwesenheit der Grenztruppen dominiert das gesellschaftliche Leben des Ortes.
Inzwischen wird es zur Tradition, zum „Tag des Sieges“ eine „Sieges-Rallye“ von Troizk nach Berlin zu veranstalten. Die Fahrzeuge werden auf der martialisch inszenierten Eroberungs- und Befreiungsfahrt gerne mit sowjetischen und russischen Fahnen geschmückt und mit entsprechenden Parolen bemalt. Man sieht selbst Jugendliche in Uniformen der „Roten Armee“, wie bei einem Kostümfest. Vor Ort werden am Denkmal des „Großen Vaterländischen Krieges“ die Kriegsteilnehmer geehrt. Da inzwischen alle Veteranen verstorben sind, feiert man deren Nachkommen und Senioren.

## Wirtschaft
- Es gibt mehrere Landwirtschaftsbetriebe und ein paar kleine Industrieunternehmen.
- Südlich des Ortes ist das Waldsteppenreservat Troitzki, ein Forschungsgebiet, der Lehr- und Versuchsforst der biologischen Fakultät Troizki der Universität Perm („Троицкое учебно-опытное лесное хозяйство Пермского университета“). Das Reservat wurde bereits 1927 angelegt. Bei der Auflösung vieler Schutzgebiete wurde es 1951 in die Obhut der Universität Perm (1951) übergeben. Seit dem 21. Januar 1969 ist es ein staatliches Naturschutzgebiet. Auf einem kleinen Gebiet (1200 ha) gibt es sehr seltene Pflanzen- und Tierarten[12][13][14][15][16]
- Am westlichen Rand des Ortes passiert unterirdisch die Gaspipeline der Gazprom-Tochter UralTransGas.[17]
- Wesentlicher Wirtschaftsfaktor ist die Präsenz der FSB-Grenztruppen.[18][19][20], die seit 2010 in einer neuen Kaserne untergebracht sind, die mit modernen Überwachungseinrichtungen das Grenzgebiet kontrollieren.[21][22] Auf russischen Karten wird das Kasernengelände als Industriegebiet ausgewiesen. Die Auflösung der Darstellung wurde deutlich reduziert.[23]
- An der nordwestlichen Umzäunung des Gemeindezentrums wurden ein paar Meter Betonmauer eingefügt und mit einem Graffito „Berliner Mauer“ (russisch Берлинская стена) bemalt[24]

## Verkehr

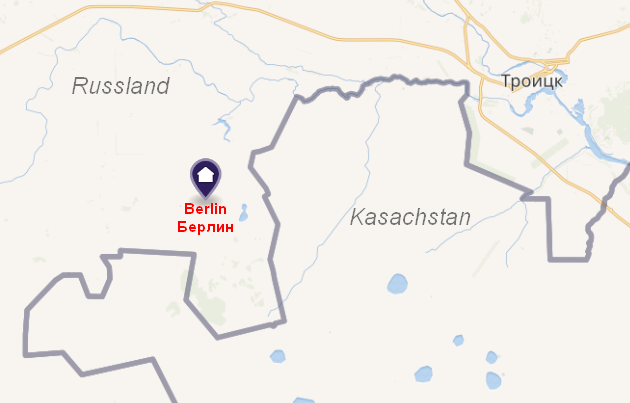

- Mit dem Zerfall der Sowjetunion wurden die Verkehrsverbindungen über und nach Kasachstan (Straße, Eisenbahn, Wasserwege) größtenteils unterbrochen und gesperrt.
- Offizielle Verbindungen zur Nachbarschaft in Kasachstan gibt es in unmittelbarer Nähe nicht. Die grüne Grenze ist jedoch bei Ortskenntnis illegal passierbar. Der Annäherung an die Grenze ist bei weniger als 100 Metern strafbar. Zum offiziellen Grenzübergang bei Bugristoe (Бугристое) fährt man 45 km.[25]
- Der Autobus № 237 bietet außer dienstags und donnerstags zwei tägliche Verbindungen in das 34 km entfernte Troizk.[26]
- Die Zufahrtsstraße 75К-237[27] ist asphaltiert und führt 15 km zur А-310/E123. Dabei wurde bis 2005 für einen Kilometer das Staatsgebiet Kasachstans durchfahren. Die Straße ist nach der Grenzkorrektur für Anwohner frei passierbar, da die Staatsgrenze jetzt östlich fast neben der Fahrbahn verläuft.[28][29]
- Die Zufahrt in das Grenzgebiet ist nur Anwohnern oder mit Sondergenehmigung erlaubt. Das Sperrgebiet beginnt ein paar hundert Meter südlich der Straße Triozk — Nischnjaja Sanarka (Троицк — Нижняя Санарка) und ist durch ein auffälliges Schild gekennzeichnet.
- Die neun Ortsstraßen sind unbefestigt, lediglich die Zufahrt zur Kaserne ist stabil ausgebaut.
- Eine unklassifizierte Straße führt ca. 10 km von Berlin südlich nach Jagodni (Ягодный) am Kukai-See (Озеро Кукай).[30][31][32][33]

## Bildung und Kultur
- Im Ort gibt es eine staatliche, allgemeinbildende Schule, die bereits 1904 als Pfarrschule gegründet wurde. Nach der Oktoberrevolution wurde sie als Grundschule erhalten. 1951 wurde sie zur siebenjährigen Schule erweitert. 1961 wurde es in eine achtjährige Schule umbenannt. Seit 1979 ist es eine Hauptschule und 1994 wurde der Status einer allgemeinen Gesamtschule erreicht.[34]
- Das örtliche Gemeinde- und Kulturhaus bietet ein Unterhaltungs- und Informationsprogramm an.
- Es gibt seit 1996 eine private Musikschule.[35] Zum Repertoire gehört auch die „Berliner Luft“.
- Die FSB-Kaserne hat ein eigenes Kultur- und Unterhaltungsangebot für die Bediensteten.

## Persönlichkeiten
- Iwan Pawlowitsch Warfolomejew (1928–2011), Literaturkritiker, Doktor der Philologe, Professor, Mitglied der Internationalen Akademie der pädagogischen und Sozialwissenschaften (Moskau)[36]

### TV-Reportagen
- Worldwide Berlin, Dokumentation von DW-TV (deutsch)
- mdr-Windrose Reportage: Leipzig, Paris, Berlin – Drei Dörfer in Russland (2011, deutsch)
- TV Reportage von «МИР 24» „Париж и Берлин челябинского разлива“ (10. Juli 2016, russisch)
- Reportage von MegaRu: День Победы в поселке Берлин Челябинской области. 2016 г. (russisch)
- Репортаж для программы „Точка зрения“, телеканал ОТВ, Челябинск (russisch)
- „Евротур“ по Челябинской области (2016, russisch, „Eurotrip“ Region Tscheljabinsk)
- Bericht über TV-Aufnahmen des ZDF in Berlin (russisch)